# Sargatskoje
Sargatskoje – osiedle typu miejskiego w Rosji, w obwodzie omskim. W 2010 roku liczyło 8157 mieszkańców.